# 名望家
名望家（めいぼうか、ドイツ語: Honoratioren）とは、近代の地域社会において名声や人望を兼ね備えた人のこと。
旧家・名士・素封家と同義で使われることが多いが、近代において経済・文化・政治活動等に力を入れた人のことを指す。
日本においては、明治維新以後に力を伸ばしてきた有力者や地主を指すこともある。